# Peter Gumbsch
Peter Gumbsch (* 21. Januar 1962 in Pforzheim) ist ein deutscher Materialwissenschaftler und Physiker. Er leitet seit 2001 das Fraunhofer-Institut für Werkstoffmechanik IWM in Freiburg im Breisgau und ist Professor für Werkstoffmechanik am Karlsruher Institut für Technologie (KIT).

## Leben
Peter Gumbsch studierte Physik an der Universität Stuttgart und Wirtschaftswissenschaften an der Fernuniversität Hagen. Am Max-Planck-Institut für Metallforschung in Stuttgart fertigte er seine Doktorarbeit an und wurde 1991 von der Universität Stuttgart promoviert. Nach Forschungsaufenthalten am Imperial College London und der Oxford University kehrte er ans Max-Planck-Institut für Metallforschung zurück und etablierte dort die Arbeitsgruppe „Modellierung und Simulation von Dünnschichtphänomenen“. Im Jahr 2001 übernahm er den Lehrstuhl für Werkstoffmechanik an der Universität Karlsruhe, jetzt Karlsruher Institut für Technologie (KIT), sowie die Leitung des Fraunhofer-Instituts für Werkstoffmechanik IWM.
2015 wurde Gumbsch in den deutschen Wissenschaftsrat berufen und 2017 zum Vorsitzenden der Wissenschaftlichen Kommission gewählt. Seit 2016 ist er gewähltes Mitglied im Fraunhofer Senat und seit 2019 als Vorstand des Fraunhofer Verbunds MATERIALS Mitglied im Präsidium der Fraunhofer-Gesellschaft.

## Forschung
Der deutsche Materialwissenschaftler Peter Gumbsch forscht im Bereich der Werkstoffmechanik an Fragen des Werkstoffverhaltens unter Last. Sein Fokus liegt dabei auf dem Verständnis von Werkstoffen, Bauteilen und Systemen an den Grenzen ihrer Belastbarkeit. Sein Ziel ist Werkstoffe und Bauteile sicherer, zuverlässiger und langlebiger zu machen und die Material- und Energieeffizienz technischer Systeme zu verbessern.
Peter Gumbsch untersucht die Struktur und die Eigenschaften von Werkstoffen vom atomaren Aufbau bis zu ihrem makroskopischen Verhalten. Seine Forschungsarbeiten sind darauf ausgerichtet, das Verhalten der Werkstoffe zu verstehen und mathematisch zu modellieren. Neben Verformungs- und Bruchprozessen interessieren ihn besonders Reibung und Verschleiß. Seine Konzepte der multiskaligen Materialmodellierung verbinden nano- und mikrostrukturelle Prozesse im Inneren des Werkstoffs mit dessen makroskopischen Verhalten. Peter Gumbsch und sein Team leisten Pionierarbeit darin, Werkstoffdaten, Werkstoffmodellierung und Produktentwicklung zu verknüpfen. Er ist maßgeblich an der Entwicklung der skalenübergreifenden multiskaligen Materialmodellierung beteiligt.

## Auszeichnungen und Mitgliedschaften
- 2019 Mitglied der Deutschen Akademie der Technikwissenschaften acatech
- 2016 Mitglied der US National Academy of Engineering (NAE)[1]
- 2013 DGM-Preis der Deutschen Gesellschaft für Materialkunde
- 2009 Hector Wissenschaftspreis[2]
- 2008 Mitglied der Deutschen Akademie der Naturforscher Leopoldina – Nationalen Akademie der Wissenschaften
- 2007 Gottfried Wilhelm Leibniz-Preis der Deutschen Forschungsgemeinschaft
- 1998 FEMS Lecturer, Federation of European Materials Societies
- 1998 Masing-Gedächtnispreis, der Deutschen Gesellschaft für 	Materialkunde DGM
- 1997 Peter Haasen Preis des Institut für Metallphysik, Universität Göttingen gemeinsam mit der Peter-Haasen-Stiftung
- 1992 Otto Hahn Medaille, Max-Planck-Gesellschaft